# Chrysopa marianachlorocephala
Chrysopa marianachlorocephala is een insect uit de familie van de gaasvliegen (Chrysopidae), die tot de orde netvleugeligen (Neuroptera) behoort. 
Chrysopa marianachlorocephala is voor het eerst wetenschappelijk beschreven door Lacroix in 1917.